# 金田一少年の事件簿 (堂本剛のテレビドラマ)
『金田一少年の事件簿』（きんだいちしょうねんのじけんぼ）は、同名漫画『金田一少年の事件簿』を原作とした日本のテレビドラマ。

## 概要
連続ドラマ第1・2シリーズ「金田一少年の事件簿」、単発ドラマ「学園七不思議殺人事件」、「雪夜叉伝説殺人事件」（スペシャル）、劇場版「上海魚人伝説」の5作品が制作された。
演出家・堤幸彦の出世作である。美雪役のともさかは、第1シリーズ第2話「悲恋湖殺人事件」に別役でも出演しており、一人二役を演じている。

## 主要人物
金田一一（きんだいち はじめ）
演 - 堂本剛（KinKi Kids）
主人公。クレジット表記はドラマ版が「金田一 はじめ」、劇場版のみ「金田一 一」。
有名な私立探偵であった「金田一耕助」の孫。不動高校2年生。ミステリー研究会所属。
勉強が苦手だが、本当はIQ180の天才。基本的な性格は原作に準じており、普段は言動態度共にだらしがないか恍けているが、推理をしている時や犯人を追いつめる時は普段と一変して精悍な表情と態度に変貌する。
考えている時に首の後ろをかく癖がある。また、祖父の金田一耕助の形見である自転車で通学している場面がある。
本作ではスペシャル版の「学園七不思議殺人事件」で転校生として登場し、12年ぶりに美雪と再会を果たした設定になっている。
原作の後ろで結んだロングヘアとは違い、ドラマは数年に渡って撮影されたため話によって髪型のマイナーチェンジはあるものの、基本的には黒髪の短髪にもみあげをかっちり固めた髪型が特長である。
前後編形式の後編に該当するエピソードではナレーションを美雪に変わって彼が担当する。
「金田一少年の殺人」のアイキャッチは、容疑者の一人として登場。
七瀬美雪（ななせ みゆき）
演 - ともさかりえ
不動高校2年生。ミステリー研究会所属。
凛とした大人の性格を持ち、かつ文武両道の美少女として全校生徒の憧れの的であり、本人も学校では淑やかに振る舞っている。しかし、本来はお祭り好きの姉御肌タイプで、本性を知られている一とはめを外して遊ぶことが多い。再会当初は一を「金田一くん」と呼んでいたが、連続放送1話となる「異人館村殺人事件」以降は、原作同様に「はじめちゃん」と呼ぶようになる。
原作はグラマーな体型の設定だが、ドラマ版はスレンダー設定である。
ナレーションは、一部の話以外はほぼ彼女が担当している。
剣持勇（けんもち いさむ）
演 - 古尾谷雅人
警部。原作と同様に警視庁勤務と設定されているが、前述のように他レギュラー陣の居住地が神奈川県内となっていることもあり、所属機関に関わる描写は曖昧になっている。
一とは強い信頼関係を持ち、大人として一を支える存在。
直情型の熱血漢である原作とは大きく異なった性格になっており、落ち着いた性格で頭脳も明晰になっている。「蝋人形城殺人事件」では、後述の明智健悟の代役として登場。明智が原作と異なる性格設定となった為、彼の代わりに活躍する場面も多い。当初は一とは「金田一くん」、「剣持警部」と呼び合っていたが、「首無し村殺人事件」のラストから原作通りに「はじめ」、「オッサン」に変わった。
真壁誠（まかべ まこと）
演 - 佐野瑞樹（当時ジャニーズJr.）
不動高校2年生。ミステリー研究会所属
原作と設定が大きく変更された一人で、原作では一の先輩だが本作のドラマでは同級生。
「学園七不思議殺人事件」では原作同様に陰湿な性格だったが、シリーズ化以降は人懐っこい性格へ軟化し、一との関係も良好になるなどの変更点が加えられている。「雪夜叉伝説殺人事件」では明智のパートナーを務めている。眼鏡をかけているが、「墓場島殺人事件」でインテリのように見せるための伊達眼鏡という事が明らかになる。本作の主要人物以外の中では事件に巻き込まれる要因で目立っており、「怪盗紳士の殺人」では弟の実も登場する。「学園七不思議殺人事件」ではある行動が原因で容疑者にされてしまうが、金田一に助けられた。「首吊り学園殺人事件」では千家貴司、「墓場島殺人事件」では岡崎浩司郎と陣馬剛史の代役として登場。
「墓場島殺人事件」のアイキャッチでは容疑者の一人として扱われている。
佐木竜太（さき りゅうた）
演 - 原知宏（当時ジャニーズJr.）
不動高校1年生。ミステリー研究会所属。ビデオおたく。所構わずビデオカメラを回しているが、その奇行のおかげで事件が解決に向かうきっかけの一つとなったことがある。
原作とは違い、眼鏡はかけていない。また、「異人館ホテル殺人事件」には登場せず、犯人には襲われないため生存。
鷹島友代（たかしま ともよ）
演 - 三浦理恵子
不動高校2年生。ミステリー研究会所属。
真壁同様、原作と設定が大きく変更された一人。
「学園七不思議殺人事件」では原作同様根暗な性格をしていて真壁の言いなりになっていたが、事件後は真壁と力関係が逆転し、プライドが高く目的のためなら手段を選ばない性格になった。「オペラ座館殺人事件」では早乙女涼子、「墓場島殺人事件」では森下麗美の代役として登場。
速水玲香（はやみ れいか）
演 - 中山エミリ
アイドル歌手。
「雪夜叉伝説殺人事件」の一件以来、一に好意を持っており気にかけている。原作同様プライドが高い努力家で、美雪とも一を巡って対立する。原作同様小城拓也の実妹で本名は梓。
明智健悟（あけち けんご）
演 - 池内万作
警視。
原作の嫌みな性格がより強調されており、一たちとの仲も険悪になっている。「金田一少年の殺人」の最後では原作同様優しい一面も見せる。また「蝋人形城殺人事件」には登場しないなど出番が少なく、活躍の機会も減らされている。
五木陽介（いつき ようすけ）
演 - 利重剛
フリーのジャーナリスト。「金田一少年の殺人」では一たちに協力する。本名は原作同様樹村信介。
向井猛夫（むかい たけお）
演 - 立川政市
剣持の部下。ドラマオリジナルキャラクター。熱くなりやすい性格で金田一に突っかかる事が多い。「異人館村殺人事件」の俵田孝太郎、「オペラ座館殺人事件」の初登場時の剣持など原作では一に対して否定的な立場の刑事の代役を務める事が多い。

## 学園七不思議殺人事件（SP1）
本シリーズのパイロット版。日本テレビ系で1995年4月8日 21:00 - 22:54に放送された。

### ゲスト（SP1）
雨宮良造（あめみや りょうぞう）
演 - 河原さぶ
不動高校の用務員。
羽田太（はだ ふとし）
演 - 羽賀研二
不動高校の体育教師。
三谷教頭（みたにきょうとう）
演 - 上田耕一
不動高校の教頭。
尾之上貴裕（おのうえ たかひろ）
演 - 須藤公一
不動高校2年生でミステリー研究会会員。
桜樹マリ子（さくらぎ まりこ）
演 - 高橋玲奈
不動高校3年生でミステリー研究会会長。一を部活に勧誘する。
太田千明（おおた ちあき）
演 - 勇静華
不動高校2年生で一や美雪のクラスメイト。放課後の魔術師を目撃する。
的場勇一郎（まとば ゆういちろう）
演 - 細川俊之
不動高校の化学教師。
校長
演 - 須永慶
不動高校校長。PTAから寄付を募り旧校舎の建て替えをしようとしていたが、事件が頻発したため工事を中止する。
青山ちひろ（あおやま ちひろ）
演 - 田中規子
不動高校の生徒で浅野のクラスメイト。10年前に突然姿を消したが、学校側は単なる家出と判断している。
女生徒
演 - 田口珠美
化学教室で電球を替えようとして事故死する生徒。
ディレクター
演 - 相原ひろし
真壁の取材に来た番組ディレクター。
化学教師
演 - ト字たかお
女生徒に電球交換を頼んだ教師。
宿直の教師
演 - 水森コウ太
化学教室で女生徒の亡霊を見る教師。
医師
演 - 沼崎悠
美雪の手術を執刀した医師。
玉美
演 - 阿部美穂子
真壁の推理小説大賞受賞のインタビューをするリポーター。
男子生徒
演 - 平俊之

浅野令子（あさの れいこ）
演 - 田中美奈子
不動高校の物理教師。ミステリー研究会顧問。一や美雪のクラスの担任。不動高校の卒業生。
- 藤森ちか

### スタッフ（SP1）
- 原作 - 天樹征丸、金成陽三郎 / 漫画 - さとうふみや『金田一少年の事件簿』
- 脚本 - 深沢正樹
- 音楽 - 見岳章
- 演出 - 堤幸彦
- 選曲 - 志田博英（OCBプロ）
- 効果 - 小川広美（東洋音響）
- ロケ協力 - 東横学園女子短期大学
- 企画協力 - 樹林伸、都丸尚史 / 八木廣、菅原章
- チーフプロデューサー - 小杉善信（NTV）
- プロデューサー - 櫨山裕子（NTV）、蒔田光治（東宝）

## 連続ドラマ（第1シリーズ）
日本テレビ系で1995年7月15日 - 9月16日、毎週土曜21:00 - 21:54 に放送された。平均視聴率は23.9%（クール1位）を記録。
第6話までは1話完結型。第1話「異人館村殺人事件」は封印作品（欠番）となっている（詳細は後述）。

### ゲスト（S1）

#### 第1話 異人館村殺人事件
舞台が原作ではダビデの星を象った六角村だったが、ドラマでは十字架を象った十文字村に変更され、館の数も四つになっている。
時田若葉（ときた わかば）
演 - 遊井亮子
不動高校2年生。
一のクラスメイト。小田切との交際が発覚した事で父に実家へ連れ戻されてしまう。
小田切進（おだぎり すすむ）/ 神崎竜一（かんざき りゅういち）
演 - 東根作寿英
不動高校英語教師。
風祭淳也（かざまつり じゅんや）
演 - 岡田眞澄
「風見鶏の館」主人。右肩から左腕のないミイラを所持している。
冬木三子（ふゆき みつこ）
演 - 白川和子
「白い館」主人。ヘロイン中毒者。左脇から右腕のないミイラを所持している。
時田十三（ときた じゅうぞう）
演 - 三谷昇
「時計の館」主人。若葉の父。過去のある事件で負った火傷の痕を隠すために覆面をかぶっている。頭部のないミイラを所持している。
兜礼二（かぶと れいじ）
演 - 綾田俊樹
「鎧の館」主人。下半身のないミイラを所持している。
兜霧子（かぶと きりこ）
演 - 松原朋子
兜礼二の娘。村にやって来た一達に館の配置など、村についての詳しい情報を教える。
神崎詩織（かんざき しおり）
演 - 寺田千穂
真犯人の実母。
時田家使用人
演 - 金成陽三郎、杉崎浩一
牧師
演 - デニス・ファルト
牧師の妻
演 - シイラ・ドネル
村と各館に安置されたミイラの秘密と真相に深く関わる夫婦。

#### 第2話 悲恋湖殺人事件
遠野英治（とおの えいじ）
演 - 大沢健
不動高校3年生。美雪の憧れの先輩。
九条章太郎（くじょう しょうたろう）
演 - 畠山久
観月ツーリストのツアーコンダクター。
香山三郎（かやま さぶろう）
演 - 三角八朗
不動産会社社長。
香山聖子（かやま せいこ）
演 - 水島かおり
香山三郎の妻。
小林星二（こばやし せいじ）
演 - 山崎一
画家。天才と呼ばれていたが、三年前を境に死体の絵しか描かなくなった。
甲田征作（こうだ せいさく）
演 - 峰岸徹
医師。重傷を負った美雪の手当をする。
橘川茂（きつかわ しげる）
演 - 小林賢二
一たちの同級生。美雪に条件付きでツアーの招待券を売る。
小泉螢子（こいずみ けいこ）
演 - ともさかりえ（2役）
故人。オリエンタル号沈没事件の犠牲者。
事件の真相とツアーに参加したある人物と深く関係している。
- 金澤あかね（第5話）、阿部美穂子（第5話）、樋渡剛、岸崎ひろし、梛野素子（SP2）

#### 第3話 オペラ座館殺人事件
有森裕（ありもり ゆう）
演 - 小橋賢児
不動高校2年生。演劇部所属で裏方を担当する。
布施光彦（ふせ みつひこ）
演 - 秋山純（当時ジャニーズJr.）
不動高校2年生で演劇部部長。
日高織絵（ひだか おりえ）
演 - 多田亜沙美
不動高校2年生。演劇部所属。
桐生春美（きりゅう はるみ）
演 - 高原遊
不動高校2年生。演劇部所属。
月島冬子（つきしま ふゆこ）
演 - 園田亜希子
不動高校3年生。黒沢の愛弟子。
故人。演劇部所属だったが、本編の前に顔に大火傷を負い、その後見舞いに訪れた部員達の眼の前で自ら命を絶ってしまう。
オペラ座館従業員
演 - モロ師岡、楠美津香
黒沢和馬（くろさわ かずま）
演 - 夏八木勲
「オペラ座館」オーナー。

#### 第4話 秘宝島殺人事件
美作碧（みまさか　みどり）/ 佐伯航一郎（さえき　こういちろう）
演 - 山口香緒里（航一郎の少年期：ジョン・マクダモット）
美作大介の娘。父からツアー参加者の世話をする役目を任されている。
クリス・アインシュタイン
演 - 金子信昭
ツアー参加者。アメリカからやって来たIQ180の天才少年。ある参加者に容疑の目を向けさせたり、一を罠に誘うなど腹黒い性格だったが、真犯人に罪を着せられる。
柿本麻人（かきもと あさと）
演 - 長江英和
ツアー参加者。
美作大介（みまさか だいすけ）
演 - チャーリー湯谷
秘宝島オーナー。財宝探しのツアーの主催者。
岩田英作（いわた えいさく）
演 - 高城淳一
美作家 執事。
八十島隆造（やそじま りゅうぞう）
演 - 鶴田忍
ツアー参加者。
佐伯京介（さえき きょうすけ）
演 - 伊藤幸純
佐伯航一郎の父親。教授。故人。かつて一部のツアー参加者と考古学会を主催していた。十年前に島で財宝を探している時、崖から転落して命を落としている。
美作碧
演 - 田村美保（幼少期：高岡佐也子）
本物の美作碧。親同士に付き合いがあり、小さい頃から航一郎と顔見知りだった。
伯父
演 - 邱太郎
佐伯航一郎の伯父。京介が死んだあと航一郎を引き取ったが、彼を虐待していた。
女性
演 - キャサリン・ロビンソン
一と美雪のバイト先の女性。
矢萩久義（やはぎ ひさよし）
演 - 清水綋治
ツアー参加者。開業整形外科医。

#### 第5話 首吊り学園殺人事件
原作では予備校（進学塾）「四ノ倉学園」が舞台だったが、ドラマでは不動高校の成績優秀者を集めた特別クラスが舞台となっている。
小野弓子（おの ゆみこ）
演 - 石野真子
不動高校 数学教師。特別選抜クラスの担任。一にある事件の真相究明を依頼する。
吉村理沙（よしむら りさ）
演 - 小橋めぐみ
不動高校特別選抜クラス 生徒。
室井矢一（むろい やいち）
演 - 佐藤広純
不動高校特別選抜クラス 生徒。
仁藤伸幸（にとう のぶゆき）
演 - 松山幸次
不動高校特別選抜クラス 生徒。
深町充（ふかまち みつる）
演 - ヨースケ
不動高校特別選抜クラス 生徒。半年前に、いじめを苦に校庭の木で首つり自殺している。生前、「子守唄」という絵を描いて残している。
古谷直樹（ふるや なおき）
演 - 大地
不動高校特別選抜クラス 生徒。クラス委員。真壁誠同様千家貴司や未登場の原作の宮園彰の解説役を担当し、過去の事件の関係者である事も最初は隠している。仁藤伸幸の設定も受け継いでいる。
久米裕一郎（くめ ゆういちろう）
演 - 二瓶鮫一
不動高校 校長。
阿久津國夫（あくつ くにお）
演 - 野添義弘
不動高校 国語教師。
職員
演 - 持田篤
不動高校 職員。
- 森田淳奈、斎藤貴子

#### 第6話 首無し村殺人事件
原作は「飛騨からくり屋敷殺人事件」というタイトルで舞台は岐阜県だったが、本作では宮城県が舞台となっているためタイトルが変更されている。
巽紫乃（たつみ しの）
演 - 真行寺君枝
巽家の当主だった巽蔵之介の後妻で未亡人。剣持がくちなし村の駐在所に勤務していた頃の知り合い。
巽龍之介（たつみ りゅうのすけ）
演 - 山本太郎
巽家 長男。綾子の息子。
巽征丸（たつみ せいまる）
演 - 阿久津健太郎
紫乃の連れ子。蔵之介の遺言で、生首祭りの後に巽家の全財産を相続することになっている。
刑事
演 - 加藤満
宮城県警 刑事。
弁護士
演 - 野村昇史
巽家の弁護士。
柊兼春（ひいらぎ かねはる）
演 - 野仲功
関ヶ原の戦いで敗走する際に、巽家の祖先の者を始めとする家臣の裏切りに遭って命を落とした武将。
紫乃の母
演 - 山本与志恵
紫乃が15歳の時に病気で亡くなっている。
ウメ
演 - 花原照子
柊兼春の子孫。巽家 使用人。
巽もえぎ（たつみ もえぎ）
演 - 大村彩子
巽家 長女。綾子の娘。
巽綾子（たつみ あやこ）
演 - 川崎愛
巽蔵之介の先妻。故人。龍之介ともえぎの母。
仙田猿彦（せんだ さるひこ）
演 - 小倉久寛
巽家 使用人。元サーカス団団員。
- 北島道太、伊藤康二

#### 第7話・第8話 蝋人形城殺人事件
多岐川かほる（たきがわ かほる）/  保科ゆかり（ほしな ゆかり）
演 - 黒田福美
日本ミステリー界の女王と呼ばれる推理作家。本名はドラマオリジナル。
坂東九三郎（ばんどう くさぶろう）
演 - 片桐竜次
坂東探偵社 社長。
当麻恵（とうま めぐみ）
演 - 阿知波悟美
推理小説評論家。
山田隆明（やまだ たかあき）
演 - 赤星昇一郎
弁護士。
銭形ケンタロウ（ぜにがた ケンタロウ）
演 - 内野聖陽
私立探偵。銭形平次の6代目子孫。口癖は「ご先祖様の名のもとに」。
リチャード・アンダーソン
演 - ロナルド・ハルトン
イギリスの犯罪心理学の権威。
マリア・フリードリヒ
演 - ビアンカ・アレン
ドイツ警察 監察医。
南山駿三（みなみやま しゅんぞう）
演 - 又野誠治
バルト城 執事。
真木目ひとみ（まきめ ひとみ）
演 - 芳本美代子
日本人初のロス市警心理分析官。吸血鬼伝説にも詳しい。
保科ゆかり（ほしな ゆかり）
演 - 干潟智子（第8話）
大学生。回想に登場するドラマオリジナルキャラクター。
狭山恭次（さやま きょうじ）
演 - 遠城啓輔（第8話）
大学生。本件と25年前に起こったある事件の真相に深く関係する人物。バルト城地下に彼の白骨死体がある。

### スタッフ（S1）
- 原作 - 天樹征丸、金成陽三郎 / 漫画 - さとうふみや『金田一少年の事件簿』
- 脚本 - 深沢正樹、大石哲也、加藤学生、田子明弘、成田はじめ
- 音楽 - 見岳章
- 演出 - 堤幸彦（オフィスクレッシェンド）、雨宮望（当時5年D組）、佐藤東弥（NTV）、倉田貴也（NTV）
- 主題歌 - 堂本剛「ひとりじゃない」（ジャニーズ・エンタテイメント）
- 撮影 - 唐沢悟（池田屋）、渡部健（日放）、遠藤慎治（日放）、斑目重友（池田屋）
- 照明 - 野村博幸（共立）、佐藤忠（共立）、山本智浩（日テレアート）、真壁弘（共立）
- 音声 - 増井譲二（日放）、岩橋尚治（日放）、伊藤荒一郎（日放）
- V・E - 吉岡辰沖（池田屋）、弓削聡、三浦錦也
- 編集 - 伊藤信行、山下和夫
- MA - 大森良憲、大川惠達
- 選曲 - 志田博英、笠松広司（オーシービープロ）
- 効果 - 小川広美（東洋音響）
- CG - 北山裕道
- 美術 - 大竹潤一郎（日テレアート）
- 技術協力 - NTV映像センター
- カーアクション - スーパードライバーズ
- ファイティングコーディネイト - 佐々木修平
- 企画協力 - 樹林伸、都丸尚史 / 八木廣、菅原章
- チーフプロデューサー - 小杉善信（NTV）
- プロデューサー - 櫨山裕子（NTV）、蒔田光治（東宝）

### 欠番「異人館村殺人事件」
連続ドラマ第1話「異人館村殺人事件」は、島田荘司の小説『占星術殺人事件』からのトリックの流用が指摘され、問題になった。もっとも、著作権上において「アイデアに該当する『トリック』は保護されない」ため、本来は許可を得る必要性がない。島田の作品を編集出版している講談社としての『特例的な対処』であると考えられる。
後にトリックの使用許可を得るも、島田は「読者が色々と言っているのは耳に入っているが、自分としては今のところ行動を起こすつもりはない。ただし、『占星術殺人事件』に関しては、類例のないトリックであると自負しており、トリックの価値を護るために映像化などの二次使用はこれまでお断りしてきた。ゆえにトリックを流用するテレビ企画があるなら絶対にやめて欲しい」と発言しており、テレビドラマ版の「異人館村殺人事件」は欠番扱いとされた。
その後に発売、レンタルされたVHS（ディレクターズカット）は途中から、DVDは当初から収録されていない。現在では、DVDで『金田一少年の事件簿 学園七不思議殺人事件』の映像特典（「ひとりじゃない」フルコーラス）中に第1シリーズのハイライトとして、他の話と共に「異人館村殺人事件」の映像の一部が使用されているのみであり、視聴するには放送時の録画テープ、もしくは初期に発売、レンタルされたVHS（ディレクターズカット）でなければならない状況である。
原作漫画においても、後に発売された文庫版や公式キャラクターブックなどでは「占星術殺人事件のトリックを用いています」と明記されている。テレビアニメ版『金田一少年の事件簿』では、「首吊り学園殺人事件」と共にアニメ化されなかった。スピンオフ作品『犯人たちの事件簿』においても七人目のミイラ（ドラマ版では五人目のミイラ）はFILEシリーズにおいて唯一未登場の犯人となっている。一方、別のスピンオフ作品『金田一少年の1泊2日小旅行』ではトリックについて触れないためか、この事件の犯人も登場している。

## 雪夜叉伝説殺人事件（スペシャル）
日本テレビ系で1995年12月30日21:00 - 22:54に放送された。
終盤には次クール放送の連続ドラマ『銀狼怪奇ファイル』の主人公・不破耕助（堂本光一）が登場。この作品と第2シリーズ第7話で、はじめと不破耕助が親友であるという設定が存在する。また、劇中に同じ日本テレビの情報番組『ザ・ワイド』が登場し、司会の草野仁と飯星景子、ゲストコメンテーターとして織田無道が本人役で出演した。
1995年12月23日に、放送前特別番組として「完全攻略マニュアル」で第1シリーズの総集編などが放送された。同日、「イヴイヴに贈る! 金田一少年からメリークリスマス」も放送された。

### ゲスト（SP2）
綾辻真理（あやつじ まり）
演 - 黒沢あすか（幼少期：藤原まゆか）
タイムキーパー。
大門優作（だいもん ゆうさく）
演 - 湯江健幸
アクション俳優。
草野仁、飯星景子、織田無道
演 - いずれも本人（特別出演）
テレビ番組「ザ・ワイド」出演者。
小倉淳
演 - 本人（日本テレビアナウンサー）
2年前のテレビ番組で加納りえにインタビューする。
老人
演 - 谷村昌彦
バス事故で娘を亡くしている。
加納りえ（かのう りえ）〈35〉
演 - 東てる美
女優。後に関係者から様々な形で嫌われていることが明らかになる。
老人の娘
演 - 三輝みきこ
村に戻って来るが、バス事故で亡くなる。
明石道夫（あかし みちお）
演 - 中西良太
撮影係。
高田洋一（たかだ よういち）
演 - 加藤善博
音響係。
氷室一聖（ひむろ いっせい） / 水沼 正三（みずぬま しょうぞう）
演 - 大河内浩
画家。番組収録のために自身の山荘を使用させる。過去にバス転落事故で顔に怪我をしたため、それ以降はマスクで顔を隠すようになった。極端に人を嫌うため、普段から滅多に姿を見せない。
江川松夫（えがわ まつお）
演 - 遠山俊也
AD。
レポーター
演 - 磯野貴理子
速水玲香を取材するレポーター。
比留田裕子（ひるた ひろこ）
演 - 藤真利子
ディレクター。
- 堂本光一[注 29]（KinKi Kids）

### スタッフ（SP2）
- 原作 - 天樹征丸、金成陽三郎 / 漫画 - さとうふみや『金田一少年の事件簿』
- 脚本 - 成田はじめ
- 音楽 - 見岳章
- 演出 - 堤幸彦
- 主題歌 - 堂本剛「ひとりじゃない」（ジャニーズ・エンタテイメント）
- 選曲 - 志田博英（OCBプロ）
- 効果 - 小川広美（東洋音響）
- 企画協力 - 樹林伸、都丸尚史 / 八木廣、菅原章
- チーフプロデューサー - 小杉善信（NTV）
- プロデューサー - 櫨山裕子（NTV）、蒔田光治（東宝）

## 連続ドラマ（第2シリーズ）
第1シリーズと同じキャスト、スタッフの続編。メインキャストは堂本剛（KinKi Kids）、ともさかりえ、古尾谷雅人。
日本テレビ系で1996年7月13日 - 9月14日、毎週土曜21:00 - 21:54に放送された。平均視聴率22.4%（クール1位）を記録し、第1シリーズに続き20%を超えた。
第7話「異人館ホテル殺人事件」では、ゲストキャストに堂本光一（KinKi Kids）主演の連続ドラマ『銀狼怪奇ファイル』ゆかりの天神学園の生徒（三宅健、秋山純、松山幸次）が登場する。なお、秋山と松山は第1期で別役で登場している。また、実写作品の続編でキャスト変更を行っていないドラマとしては珍しく、原作同様に登場人物が加齢していない。
今シリーズでは、CM明けに容疑者リストが表示されるようになっており、死亡者には「DEAD」の文字が表示される（CMが明ける度に「DEAD」と記された被害者以外の人物たちの表情が変化していく、「あそび」的要素も含まれている）。ただし、「DEAD」の文字表示には例外もある。

### ゲスト（S2）

#### 第1話 悪魔組曲殺人事件
紅亜理沙（くれない ありさ）
演 - 国生さゆり
御堂周一郎の弟子。バイオリニスト。一たちと同じ列車に乗り合わせており、ポイント故障による列車遅延で遅刻する。生前、周一郎からバイオリンを譲り受けている。
田村英明（たむら ひであき）
演 - 松澤一之
御堂周一郎の弟子。音楽プロデューサー。
夏岡猛彦（なつおか たけひこ）
演 - 町田康
御堂周一郎の弟子。東京国際フィルハーモニー指揮者。
小沢竜二郎（おざわ りゅうじろう）
演 - 多田木亮佑
御堂周一郎の弟子。作曲家。亜理沙と同様、列車遅延で遅刻している。
御堂優歌（みどう ゆか）
演 - 松本恵
周一郎の孫娘。周一郎の遺言で、「悪魔組曲」の第2・第3の詩を弟子たちに教える。
中川（なかがわ）
演 - 矢崎文也
一たちが乗って、ポイント故障で緊急停車した列車の車掌。
御堂周一郎（みどう しゅういちろう）
演 - 寺田稔
世界的に有名な作曲家。故人。
遺作となった「悪魔組曲」の第3楽章の楽譜を探し出した者に曲の権利を譲る、と言い遺して病死している。
風倉百合恵（かぜくら ゆりえ）
演 - 石井苗子
御堂周一郎の弟子。オペラ歌手。

#### 第2話・第3話 タロット山荘殺人事件
原作では冬山が舞台だったが、ドラマでは撮影、放送時期の関係から夏山になっている。
小城拓也（こじょう たくや）
演 - 沢向要士
アイドル・速水玲香のマネージャー。東大法学部出身。
赤間光彦（あかま みつひこ）
演 - 不破万作
速水玲香が所属している赤間プロダクションの社長。
北条アンヌ（ほうじょう あんぬ）
演 - 井上彩名
芸能レポーター。
辻健二（つじ けんじ）
演 - 竹下宏太郎
遭難寸前の状態で山荘にたどり着いた男性。タロット占いが得意。
滝下間太郎（たきした またろう）
演 - 河崎健男 （キリングセンス）
玲香のファンクラブの代表。赤間に嫌われている。実はブンキョウ医大の学生。
伊丹吾郎（いたみ ごろう）
演 - 谷村好一
芸能レポーター。15年前の誘拐事件の顛末を山荘でみんなに語る。
父親
演 - 古郡雅浩
15年前の誘拐事件の被害者の父。子どもたちを助けようとして犯人に絞殺されている。
男子生徒
演 - 矢原将宗（第2話）
一のクラスメイト。
記者
演 - 巻口久美子（第3話）
遊園地に玲香の取材に来た芸能レポーター。
諏訪正子（すわ まさこ）
演 - 水沢アキ
タロット山荘従業員。玲香の母親のような存在。
速水雄一郎（はやみ ゆういちろう）
演 - 長谷川初範
タロット山荘のオーナーで玲香の父。
- 高橋利雄（第2話）、中村篤、井地英紀（第3話）、金子ひとみ（第3話）

#### 第4話 金田一少年の殺人
原作での怪人名は「見えざる敵」だったが、ドラマ版では怪人名は無い。話の展開上、一が容疑者リストに含まれており、彼が「死亡」した直後のCM明けでは「DEAD」付きの顔が殊更大きく強調された。
野中ともみ（のなか ともみ）
演 - MIE
作家。橘五柳の弟子。
赤帆紺（あかほ こん）
演 - 梅垣義明
編集プロダクション社長。
針生聖典（はりう きよのり）
演 - 佐竹雅昭
カメラマン。警察から逃走した一の手助けをする。
鴨下あきら（かもした あきら）
演 - 市川勉
音羽出版 編集者。いつき陽介の知人でゲームの助っ人を依頼した人物。
物部真理（もののべ まり）
演 - 加藤貴子
五柳の誕生日パーティーの進行役を務めるタレント。当初は女優のミズシマ アカリが司会をする予定だったが、五柳の希望で直前に彼女に変更された。
お菊（おきく）
演 - 牧よし子
橘家の家政婦。耳が遠く、そのため真犯人のアリバイ工作に利用される。
都築瑞穂（つづく みずほ）
演 - 鈴木杏
哲雄の小学生の娘。
橘五柳（たちばな ごりゅう）
演 - 麿赤児
有名なノンフィクション作家。
自身の誕生日パーティーの中で、新作の出版権を賭けたゲームを行う。
都築哲雄（つづく てつお）
演 - 山下真司
極東テレビ ディレクター。いつき陽介が駆け出しだった頃、彼を世話していた先輩。
- 佐藤正行、国友勝幸、橘川丈仁郎[2]、阿部六郎、井出勝己

#### 第5話・第6話 怪盗紳士の殺人
この回から堂本とともさかが多忙になり、スケジュールの都合で共演シーンが極端に少なくなり、本作の蒲生邸には美雪(ともさか)は劇中で家族との沖縄旅行のため同行していない。その代わりに原作でのいつきのポジションを担い、波照間島に向かい真相解明に一役買っている。
真壁実（まかべ みのる）
演 - 遠藤司（ジャニーズJr.）
真壁誠の弟。不動学園中等部1年生。
和泉さくら（いずみ さくら）
演 - 遠藤久美子
不動高校の生徒。”美女と行くシーパラ（八景島シーパラダイス）ツアー”に現れる。蒲生剛三の生き別れた実の娘。絵画「我が愛する娘の肖像」のモデル。一に淡い恋心を抱いている。
海津里美（かいづ さとみ）
演 - 日野美歌
蒲生剛三の秘書。
小宮山吾郎（こみやま ごろう）
演 - 徳井優
蒲生家 執事。
和久田春彦（わくた はるひこ）
演 - 相島一之
蒲生剛三の甥。剛三の娘を名乗って現れたさくらに対し、あからさまに嫌味な態度を取る。
永久保存版では、この事件の時に一によってある罪を暴かれたため逆恨みし、一を殺害しようとした犯人として他の関係者とともに再登場した。
醍醐真紀（だいご まき）
演 - 児島未散
美術雑誌の記者。後半にある理由から容疑者リストから外れる。
和泉宣彦（いずみ のぶひこ）
演 - 中島陽典（第6話）
画家。故人。真犯人と事件の真相に関係する人物。
岸一成（きし いっせい）
演 - 横山輝一
自称フリーター。蒲生家の近辺にいたところを警官に不審者として連行される。本人は「トレッキング中、道に迷って歩いていただけ」と話す。「美術には疎い」と言っていたが、実は美大出身のフリーデザイナー。
吉良勘治郎（きら かんじろう）
演 - 江藤漢
画家。若い頃は蒲生剛三と並んで評価されていたが、現在は飲んだくれている。過去のある経緯から、剛三に対して憎しみを抱いている。
男性
演 - セルジオ アラーコン、トーマス マカイバー
「ルノワール国際絵画コンクール」事務局スタッフ。
蒲生剛三（がもう ごうぞう）
演 - 深水三章
日本を代表する画家。怪盗紳士の次のターゲットにされる。かなり陰険な性格であり、大の乗り物嫌い
剣持以外の警察官を建物内に入れないなどかなりの警察嫌いである。
- 岡田真善（第5話）、生田ウタ（第5話）、三田裕介（第5話）、青木太朗（第5話）、根本裕朗（第5話）、金杉幸太郎（第5話）、堀真幸（第5話）、寺田千夏（第6話）、石橋友子（第6話）、伊藤かな（第6話）

#### 第7話 異人館ホテル殺人事件
原作では舞台が函館市で怪人名が「赤髭のサンタクロース」だったが、本作では季節が夏であるため、舞台が横浜市になり怪人名が「冥界の道化師」に変更された。今作でははじめが入院してしまい、代わりに美雪が推理を披露している。そのため、原作やアニメでのスケープゴートのシーンはカットされている。
薬師寺力（やくしじ つとむ）
演 - 三宅健（V6）
天神学園 新聞部員。
土門竜太郎（どもん りゅうたろう）
演 - 秋山純（ジャニーズJr.）
天神学園 新聞部員。一に脅迫状の調査を依頼するが、代わりにやって来た美雪を一と勘違いしてしまう。
木ノ内太（きのうち ふとし）
演 - 松山幸次
天神学園 新聞部員。万代にカメラを叩き落とされたり、部屋を荒らされ財布を盗まれたりと散々な目に遭う。
俵田孝太郎（たわらだ こうたろう）
演 - 白井晃
神奈川県警刑事。剣持の大学時代の後輩。
兵頭鳴美（ひょうどう なるみ） / 文月蓮子（きたみ れんこ）
演 - 篠倉伸子
神奈川県警 警視。現場で指揮を執る。東大を卒業後、5年で今の地位まで上り詰めたキャリア。
文月花蓮（ふみづき かれん）
演 - 美香
劇団「アフロディア」女優。原作での本名は北見花江（きたみ はなえ）。ドラマでは芸名が本名となっている。スプーンを独特の握り方で使用する癖がある。
虹川幸雄（にじかわ ゆきお）
演 - 小林尚臣
劇団「アフロディア」脚本家。ホテルの中でも曰く付きの215号室「真っ赤に染められた部屋」に宿泊させられる。
榎戸あきら（えのきど あきら）
演 - 高川裕也
劇団「アフロディア」俳優。万代から「芝居のタイミングが悪い」と怒鳴られる。
市川玉三郎（いちかわ たまさぶろう）
演 - みのすけ
劇団「アフロディア」俳優。
辺見魔子（へんみ まこ）
演 - 真勢かおり
劇団「アフロディア」女優。
看護師
演 - 辻靖美
一が入院している病院の看護師。
チンピラ
演 - 藤王みつる
両親を亡くした北見蓮子を引き取った男。
雪村剛三（ゆきむら ごうぞう）
演 - 河原崎建三
異人館ホテル 支配人。土門竜太郎の伯父。
万代鈴江（ばんだい すずえ）
演 - 鰐淵晴子
劇団「アフロディア」代表。女優。高圧的な性格。劇団員を「三文役者」と呼んでおり、特に花蓮にはつらく当たっている。カメラに撮られることを極端に嫌っている。
- 真日龍子、石川裕司

#### 第8話・第9話 墓場島殺人事件
檜山達之（ひやま たつゆき）
演 - 金子賢
大学2年生。岩野チームのメンバー。喫煙者。協調性に欠ける性格。一たち（特に真壁）に対し、高圧的かつ粗暴に接する。
森下麗美（もりした れいみ）
演 - 建みさと
不動高校 2年生。真壁に恋心を抱いている。
岩野渉（いわの しょう）
演 - ケイン・コスギ
大学4年生。サバイバルゲームチームの総リーダーで、岩野チームのリーダー。アメリカ育ちの日系2世。父親は元グリーンベレー。
難波昌平（なんば しょうへい）
演 - 村松亮太郎
大学3年生。岩野チームのメンバー。関西弁で喋る。
萩元哲範（はぎもと てつのり）
演 - NARUKO
キョウエイ大学 4年生。岩野チームのメンバー。
米村（よねむら）
演 - 正名僕蔵
米村チームのリーダー。眼鏡がなければ何も見えないほど視力が悪い。
河野（こうの）、井坂（いさか）、守屋（もりや）
演 - 有吉崇匡、増田英治、松上順也
米村チームのメンバー。
観光会社の男
演 - 神戸浩
一たちに接触し、格安の無人島探検ツアーと称して墓場島に案内する。「ハッピーツアー」と書かれた旗を手に持っている。
- 藤村ちか（第8話）、本多彩子（第8話）、中村喜美（第8話）

### スタッフ（S2）
- 原作 - 天樹征丸、金成陽三郎 / 漫画 - さとうふみや『金田一少年の事件簿』
- 脚本 - 深沢正樹、田子明弘、大石哲也
- 音楽 - 見岳章
- 演出 - 堤幸彦、佐藤東弥、金田和樹
- 主題歌 - KinKi Kids「Kissからはじまるミステリー」（ジャニーズ・エンタテイメント）
- 美術デザイン - 大竹潤一郎、有尾達郎、高野雅裕
- 企画協力 - 樹林伸、都丸尚史 / 菅原章
- 協力プロデューサー - 蒔田光治
- チーフプロデューサー - 小杉善信
- プロデューサー - 櫨山裕子

### 特別番組
生放送! いよいよ始まる金田一少年の事件簿
1996年7月13日放送。日本テレビや一部地方局のみで放送。
合体版!! 金田一少年のグッドラック
1996年8月放送。
金田一はじめの証言! 実はあれは○○だ?!
1996年9月放送。
これで見納め?! 金田一少年の事件簿 永久保存版 はじめちゃんが殺害された! 〜金田一はじめの葬儀実況中継!! その時何かが…〜
1996年9月21日21:30 - 23:24放送。（放送予定は21:00 - 22:54だったがプロ野球中継延長のため30分遅れの放送に）視聴率28.5%。
テレビドラマオリジナルの特別篇を加えた、第1シリーズ・第2シリーズの総集編。
金田一はじめが何者かに撲殺され、その葬式ではじめの軌跡を振り返るという形の総集編となっている。最後にはじめは一命を取り留めていた事がわかり、はじめの殺害を企んだ犯人を推理する。ソフト化は実現していない。
はじめの決め台詞・「ジッチャンの名にかけて!」が誕生したいきさつが明らかにされている。
司会進行の永井美奈子（当時日本テレビアナウンサー）のほか、メインキャスト（七瀬美雪、剣持勇）、準レギュラーキャスト（明智健悟、いつき陽介、真壁誠、佐木竜太、速水玲香、鷹島友代、向井猛夫、怪盗紳士）と過去のゲストキャスト（雨宮良造、大門優作、綾辻真理、御堂優歌、紅亜理沙、速水雄一郎、滝下間太郎、辻健二、都築瑞穂、小宮山吾郎、和久田春彦、兵頭鳴美、雪村剛三）が出演。
- 出演： 堂本剛 （KinKi Kids）、ともさかりえ、古尾谷雅人、池内万作、利重剛、佐野瑞樹 （ジャニーズJr.）、原知宏 （ジャニーズJr.）、中山エミリ、三浦理恵子、立川政市、児島未散、河原さぶ、湯江健幸、黒沢あすか、松本恵、国生さゆり、長谷川初範、河崎健男 （キリングセンス）、竹下宏太郎、鈴木杏、徳井優、相島一之、篠倉伸子、河原崎建三

お笑い金田一少年の事件簿
1997年4月12日21:00 - 22:24放送。視聴率15.8%
バラエティ番組に見せかけた、テレビドラマオリジナルの特別篇。途中までは普通のバラエティ番組として進行するが、その本番中に殺人事件が発生したのを機に、出演者がドラマのキャラクターに変身して事件の推理を行う。また、放送最後では、当時の麹町の日本テレビ前からの生放送に切り替わり、堂本剛・ともさかりえ・古尾谷雅人の3人が、劇場版映画の公開決定を発表した。VHS化やDVD化は実現していない。
ゲストキャスト
- ラサール石井（番組司会者） - ラサール石井
- 高田万由子（番組アシスタント） - 髙田万由子
- ダチョウ倶楽部 - ダチョウ倶楽部
- 石井光三 - 石井光三
- 清水よし子 - 清水よし子
- AD加藤 - 遠山俊也
- 河村良子 - 東美江
- 志村京子 - 西堀布貴子
- 小杉善信（チーフプロデューサー） - 江良潤
- 小山啓（編成局員） - 中田浄（劇団東京ヴォードヴィルショー）
- 櫨山裕子（プロデューサー） - 柴田理恵
- 堤幸彦（ディレクター） - 光石研

## 劇場版 金田一少年の事件簿 上海魚人伝説
全シリーズ唯一の映画化作品として1997年12月13日に公開された。1997年11月5日に刊行されたノベライズ版『上海魚人伝説殺人事件』を原作としている。堤幸彦監督作品。配給収入は14億円。第16回ゴールデングロス賞優秀銀賞を受賞。
第1・2シリーズ（初代金田一シリーズ）の完結篇となっており、ラストではじめと美雪が想いを伝え合う。全シリーズ通して、唯一完結が描かれた作品である。
実際に上海で撮影されているが、「中国の警察が日本の探偵に負けてしまう」という内容が問題となり、中国での上映が禁止された。香港や台湾では公開されている（『金田一少年の事件簿公式ガイドブックファイナル ラストエピソード』より）。
五代目（道枝版）の放送に伴いCS放送局『日テレプラス』での放送やHuluでの配信が行われ、2022年8月17日に本作のDVD / Blu-rayが発売された。

### ゲスト（劇場版）
李波児（リー・ポール）
演 - 修健
上海公安の刑事。
楊蕾麗（ヤン・レイリー））/  小林麗美（こばやし れいみ）
演 - 水川あさみ（幼少期：内田莉紗）
楊雑技団・団員。美雪の文通相手。
楊小龍（ヤン・シャオロン）
演 - 陳子強
楊雑技団・団員。蕾麗の兄。当初は一を嫌っていたが、この事件をきっかけに親友となる。
幸田裕司（こうだ ゆうじ）
演 - 橋本さとし
カメラマン。雑技団の写真集の撮影をしている。
葉四蘭（ヨウ・スーラン）
演 - 翠玲
以前、楊雑技団に在籍していた悲劇のスター。潜水技能に優れ、それを生かして雑技団では特に「魚人遊戯」で活躍していたが、5年前に何者かに化粧水の瓶の中身を硫酸にすり替えられたことで顔面を大火傷してしまい、それを苦にして拳銃自殺を遂げた。しかし、海に飛び込みながら自殺したために遺体は未だ引き上げられていない。
西村志保（にしむら しほ）
演 - 佐貫真希子
楊雑技団・団員。日本から留学している。
マルチナ
演 - アダ マウロ
楊雑技団・団員。
小林哲治（こばやし てつじ）
演 - 保積ぺぺ
新潟のトラック運転手。1990年に轢き逃げ事故に遭い死亡している。
楊達仁（ヤン・ターレン）
演 - 何子嵐
楊雑技団・団長。蕾麗・小龍の父親。
石達民（スー・タアミン）
演 - 黄以勒
楊雑技団・団員。
周友良（チャン・ユーリャン）
演 - 顔希賢
楊雑技団・舞台監督。
上海公安
演 - 翁華栄、王建軍、安達大介、偉藤康次、伊藤仁、井鍋信治、大橋明、大橋寛展、小川雅史、神谷秀澄、亀山ゆうみ、菅野裕貴、佐藤正行、島裕一、津野岳彦、内藤浩二、梛野素子、前原実、松上順也、安井春雄、矢野かおる、渡辺健一

ダンサーズ
演 - 山本さとし、潮田里美、鈴木立太郎、木下チエ、竹内敦、山城陽子、亀井ゆかり、浜地則幸、斎藤瑞江、田中雅司、五十嵐奈生

藤堂壮介（とうどう そうすけ）
演 - 中尾彬
楊雑技団プロデューサー。右手の甲に蛇の刺青がある。
チョウ アメイ
演 - 楊蘭鳳
楊達仁の生家の使用人。
空港地上職員
演 - 莫貝妮、銭晶音

入管女性職員
演 - 威堃華、氾玉萍

公安
演 - 帰正明、何大網、趙明、陳美青

空港の老人
演 - 胡徳順

- 中島元、神田時枝、小笠原雅美、田中聡子[4]、工藤龍一、早川亜友子、小山信二郎、小山邦陽

### スタッフ（劇場版）
- 原作 - 天樹征丸、金成陽三郎 / 漫画 - さとうふみや『金田一少年の事件簿』
- 脚本 - 田子明弘
- 音楽 - 見岳章
- 監督 - 堤幸彦
- エンディングテーマ
  - 第1シリーズ - 堂本剛「ひとりじゃない」（ジャニーズ・エンタテイメント）
  - 第2シリーズ - KinKi Kids「Kissからはじまるミステリー」（ジャニーズ・エンタテイメント）
    - 劇中でエンディングテーマが使用されている。
- 音楽プロデューサー - 志田博英
- 選曲 - 笠松広司、仲西匡
- CGディレクター - 原田大三郎
- 助監督 - 佐藤隆之、麻生学、仰木豊、石井晋一、神徳幸治、木村ひさし、池上純哉
- 魚人遊戯振付 - フレッド・デイビス、青山玉男
- 魚人遊戯フラッグ指導 - 松堂えりか
- 製作 - 漆戸靖治（日本テレビ放送網）、宮原照夫（講談社）、早川恒夫（バップ）
- プロデューサー - 櫨山裕子、奥田誠治
- 上海ユニット統括 - 丁長生
- アソシエイトプロデューサー - 長坂信人、蒔田光治
- ハイビジョン技術協力 - ソニーPCL
- 製作協力 - オフィスクレッシェンド、日本テレビアート、東方明珠国際交流公司
- 製作 - 日本テレビ放送網、バップ、講談社、電通

## 放送日程
| 放送回                                                     | 放送日         | 話数       | サブタイトル                  | 脚本       | 演出     | 視聴率 |
| ---------------------------------------------------------- | -------------- | ---------- | ----------------------------- | ---------- | -------- | ------ |
| SP                                                         | 1995年4月08日  |            | 学園七不思議殺人事件          | 深沢正樹   | 堤幸彦   | 16.7%  |
| 第1シリーズ                                                |                |            |                               |            |          |        |
| 1                                                          | 1995年7月15日  | ファイル1  | 異人館村殺人事件              | 深沢正樹   | 堤幸彦   | 23.6%  |
| 2                                                          | 7月22日        | ファイル2  | 悲恋湖殺人事件                | 加藤学生   | 堤幸彦   | 23.2%  |
| 3                                                          | 7月29日        | ファイル3  | オペラ座館殺人事件            | 田子明弘   | 雨宮望   | 23.6%  |
| 4                                                          | 8月05日        | ファイル4  | 秘宝島殺人事件                | 大石哲也   | 佐藤東弥 | 21.2%  |
| 5                                                          | 8月19日        | ファイル5  | 首吊り学園殺人事件            | 深沢正樹   | 倉田貴也 | 24.3%  |
| 6                                                          | 9月02日        | ファイル6  | 首無し村殺人事件              | 成田はじめ | 佐藤東弥 | 20.0%  |
| 7                                                          | 9月09日        | ファイル7  | 蝋人形城殺人事件 前編         | 深沢正樹   | 堤幸彦   | 22.2%  |
| 8                                                          | 9月16日        | ファイル7  | 蝋人形城殺人事件 完結編       | 深沢正樹   | 堤幸彦   | 29.9%  |
| 平均視聴率 23.9%（視聴率は関東地区・ビデオリサーチ社調べ） |                |            |                               |            |          |        |
| SP                                                         | 1995年12月30日 |            | 雪夜叉伝説殺人事件            | 成田はじめ | 堤幸彦   | 23.7%  |
| 第2シリーズ                                                |                |            |                               |            |          |        |
| 1                                                          | 1996年7月13日  | ファイル10 | 悪魔組曲殺人事件              | 深沢正樹   | 堤幸彦   | 20.5%  |
| 2                                                          | 7月20日        | ファイル11 | タロット山荘殺人事件          | 田子明弘   | 佐藤東弥 | 20.4%  |
| 3                                                          | 7月27日        | ファイル11 | タロット山荘殺人事件 完結編   | 田子明弘   | 佐藤東弥 | 22.3%  |
| 4                                                          | 8月03日        | ファイル12 | 金田一少年の殺人              | 大石哲也   | 金田和樹 | 22.2%  |
| 5                                                          | 8月10日        | ファイル13 | 怪盗紳士の殺人                | 田子明弘   | 堤幸彦   | 21.3%  |
| 6                                                          | 8月17日        | ファイル13 | 怪盗紳士の殺人 完結編         | 田子明弘   | 堤幸彦   | 22.6%  |
| 7                                                          | 8月31日        | ファイル14 | 異人館ホテル殺人事件          | 大石哲也   | 佐藤東弥 | 19.5%  |
| 8                                                          | 9月07日        | ファイル15 | 墓場島殺人事件                | 深沢正樹   | 佐藤東弥 | 25.2%  |
| 9                                                          | 9月14日        | ファイル15 | 墓場島殺人事件 完結編         | 深沢正樹   | 佐藤東弥 | 27.8%  |
| 平均視聴率 22.4%（視聴率は関東地区・ビデオリサーチ社調べ） |                |            |                               |            |          |        |
| SP                                                         | 1996年9月21日  |            | 金田一少年の事件簿 永久保存版 |            | 堤幸彦   | 28.5%  |
| SP                                                         | 1997年4月12日  |            | お笑い金田一少年の事件簿      |            | 堤幸彦   | 15.8%  |

## 受賞歴
- first season（1995年7月 - 9月）
  - 第6回ザテレビジョンドラマアカデミー賞
    - ザテレビジョン特別賞（美術スタッフ）
- second season（1996年7月 - 9月）
  - 第10回ザテレビジョンドラマアカデミー賞
    - 撮影賞
- 映画版（1998年）
  - 第16回ゴールデングロス賞 優秀銀賞 （『劇場版 金田一少年の事件簿 上海魚人伝説』）[5]

## 映像ソフト
バップより映像ソフトが発売され、VHSとDVD（VHSは現在廃盤）がリリースされた。劇場版「金田一少年の事件簿 上海魚人伝説」はVHSのみで発売されていたが、2022年にDVD・Blu-ray化された。
第1シリーズ
※放送時に前編と後編に分かれていた話では、前編のエンディングと後編のオープニングがカットされている（メニューでは前編と後編が表示される）。
※VOL.2のVHS版パッケージにおいて、第3話と第4話のストーリー解説および写真が入れ違っている。
| 商品名                                        | 収録内容                                                                 |
| --------------------------------------------- | ------------------------------------------------------------------------ |
| 金田一少年の事件簿 学園七不思議殺人事件       | 学園七不思議殺人事件                                                     |
| 金田一少年の事件簿 VOL.1 ディレクターズカット | 異人館村殺人事件（第1話）（初盤ビデオのみ収録）、悲恋湖殺人事件（第2話） |
| 金田一少年の事件簿 VOL.2 ディレクターズカット | オペラ座館殺人事件（第3話）、秘宝島殺人事件（第4話）                     |
| 金田一少年の事件簿 VOL.3 ディレクターズカット | 首吊り学園殺人事件（第5話）、首無し村殺人事件（第6話）                   |
| 金田一少年の事件簿 VOL.4 ディレクターズカット | 蝋人形城殺人事件（第7話 - 第8話）                                        |
| 金田一少年の事件簿 雪夜叉伝説殺人事件         | 雪夜叉伝説殺人事件                                                       |
第2シリーズ
| 商品名                                  | 収録内容                              |
| --------------------------------------- | ------------------------------------- |
| 金田一少年の事件簿 悪魔組曲殺人事件     | 悪魔組曲殺人事件（第1話）             |
| 金田一少年の事件簿 タロット山荘殺人事件 | タロット山荘殺人事件（第2話 - 第3話） |
| 金田一少年の事件簿 金田一少年の殺人     | 金田一少年の殺人（第4話）             |
| 金田一少年の事件簿 怪盗紳士の殺人       | 怪盗紳士の殺人（第5話 - 第6話）       |
| 金田一少年の事件簿 異人館ホテル殺人事件 | 異人館ホテル殺人事件（第7話）         |
| 金田一少年の事件簿 墓場島殺人事件       | 墓場島殺人事件（第8話 - 第9話）       |
劇場版
| 商品名                          | 収録内容               |
| ------------------------------- | ---------------------- |
| 金田一少年の事件簿 上海魚人伝説 | 上海魚人伝説（劇場版） |

## オリジナル・サウンドトラック
- 金田一少年の事件簿 サウンドファイル / 見岳章（1996年8月25日）